# Chiếc bánh mì tròn bé nhỏ
Chiếc bánh mì tròn bé nhỏ (tiếng Ukraina: Колобок, tiếng Nga: Колобок, Kolobok) là một nhân vật văn học trong câu chuyện dân gian cùng tên nổi tiếng Ukraina và Nga.

## Nội dung
Ngày xưa có một ông lão sống với một bà lão. Họ rất nghèo, chẳng có chút của cải nào cả. Và họ lại ngày một nghèo thêm cho tới lúc trong nhà không còn gì để ăn nữa, thậm chí là mẩu bánh mì.
Ông lão nói với bà lão:
- Này bà lão, bà hãy làm một chiếc bánh mì tròn nhỏ đi. Nếu bà chịu khó vét sạch thùng đựng bột và chùi kỹ thì có thể chúng ta có đủ bột đấy.

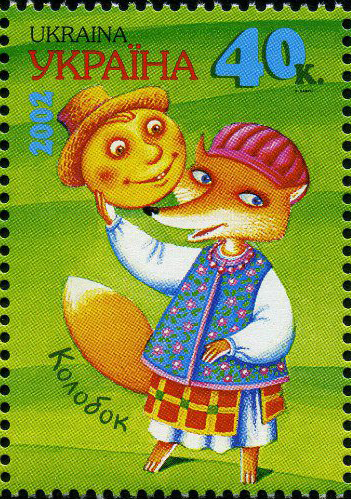
Tem kỷ niệm

Bà lão liền đi vét thùng bột và chùi kỹ. Bà kiếm được chút bột, cho nước vào đánh nhão ra và làm một chiếc bánh tròn nhỏ. Bà cho nó vào trong lò nướng lên, sau đó để nó lên bậu cửa sổ cho nguội. Nhưng chiếc bánh bỗng nhảy từ cửa sổ xuống chiếc ghế dài kê bên ngoài cửa sổ, rồi lại từ ghế, nó nhảy xuống đất và lăn đi trên đường !
Chiếc bánh lăn mãi, lăn mãi và nó gặp Thỏ con đi ngang qua...

### Nhân vật
- Ông lão, bà lão
- Bánh Mì Tròn
- Thỏ Chân Chạy
- Lão Sói
- Bác Gấu
- Mụ Cáo